# Štamperak-Drfelj
Štamperak-Drfelj (njemački: Steinberg-Dörfl, mađarski: Répcekőhalom-Dérföld) je tržni grad u austrijskoj saveznoj državi Gradišće, administrativno pripada Kotaru Gornja Pulja. Grad se dijeli na dva naselja Štamperak i Drfelj.

## Stanovništvo
Štamperak-Drfelj prema podacima iz 2010. godine ima 1.256 stanovnika. 1910. godine je imao 1.983 stanovnika većinom Nijemca.

## Vanjske poveznice
- Internet stranica naselja